# Cristòfol Robuster de Sentmenat
Cristòfol Robuster de Sentmenat fou un religiós català nascut a Reus cap al 1525 i mort a Roma el 1603.
Criat primer per la seva àvia materna, Àngela Robuster, als set anys passà sota la tutela de l'oncle Gabriel Robuster, germà de la seva mare, canonge i infermer de la catedral de Tarragona. Mort Gabriel -que no ha de ser confós amb el procurador de Felip II homònim- el 1546, Cristòfol restà a càrrec del seu oncle Francesc Robuster i Sala, que li pagà els estudis a les universitats de Lleida i de Perugia, on obtingué el doctorat en dret civil i canònic. El 1551 Francesc portà Cristòfol a Roma i l'introduí en els ambients de la Cúria i de la colònia catalana a Roma: el 1559 i el 1560, Cristòfol era prior de la Congregació de la Corona d'Aragó.
Va exercir diversos càrrecs eclesiàstics entre ells el d'auditor del Tribunal de la Rota Romana, i bisbe d'Oriola, sense arribar a cardenal per oposició del govern central amb el qual s'havia indisposat. Quan Reus fou excomunicada pel bisbe de Tarragona, Cristòfol va obtenir el perdó del Papa. Va morir el 1603. Un raval a Reus es diu Raval de Robuster suposadament pels dos religiosos del segle xvi nascuts a Reus, el mateix Robuster de Sentmenat i Francesc Robuster i Sala, tot i les controvèrsies sobre l'origen del nom.
La ciutat de Reus el va nomenar fill il·lustre.